# Lathyrus macropus
Lathyrus macropus är en ärtväxtart som beskrevs av William Jackson Hooker och George Arnott Walker Arnott. Lathyrus macropus ingår i släktet vialer, och familjen ärtväxter. Inga underarter finns listade i Catalogue of Life.